# Ruth Zavaleta
Ruth Zavaleta Salgado (Tepecoacuilco, Guerrero; 27 de agosto de 1966) es una política y socióloga mexicana. Se ha desempeñado como jefa delegacional de Venustiano Carranza de 2003 a 2006 y presidenta de la Cámara de Diputados de 2007 a 2008. Fue miembro del Partido de la Revolución Democrática hasta 2009.

## Carrera
Ruth Zavaleta es Licenciada en Sociología por la Universidad Nacional Autónoma de México, miembro del Frente Democrático Nacional y fundadora del PRD. Del 2000 a 2003 fue Diputada a la Asamblea Legislativa del Distrito Federal y ese último año fue elegida jefa delegacional de Venustiano Carranza para el período que terminó en 2006.
En 2006 fue elegida diputada federal plurinominal a la LX Legislatura, durante el primer año del período de la legislatura ha fungido como vicepresidenta de la mesa directiva.
Fue coordinadora de Perspectiva de Género en la Sala Superior del Tribunal de Justicia Electoral de agosto del 2011 a marzo del 2012, y diputada local por el XXXI Distrito de Iztapalapa en la II Legislatura de la ALDF de 2000 a 2003.

## Presidenta de la Cámara de Diputados
El 24 de agosto los diputados de su partido la eligieron para ser presentada como Presidenta de la Cámara de Diputados al corresponder la presidencia del segundo año a un miembro del PRD.

### Informe de gobierno
El 1 de septiembre al iniciarse el período de sesiones ordinarias del Congreso de la Unión, le correspondió presidir la sesión conjunta de Diputados y Senadores en la cual el presidente Felipe Calderón Hinojosa entregaría su primer informe de gobierno. Sin embargo, momento antes de la entrada del presidente, Zavaleta se retiró de la tribuna, junto con todos los legisladores de su partido, quedando la presidencia de la sesión en manos del Vicepresidente Cristián Castaño Contreras.
Antes de entregar la presidencia de la sesión a Castaño, se excusó de recibir el documento argumentando: 

Apelo a la generosidad de mis compañeros y compañeras legisladores para que comprendan que soy una mujer de convicciones y principios, promotora de procesos electorales democráticos, transparentes, equitativos y de respeto al voto. Les comunico que procederé a retirarme de esta tribuna. No puedo aceptar recibir un documento de quien proviene de un proceso electoral legalmente concluido, pero cuestionado en su legitimidad por millones de mexicanos.

El mismo 1 de septiembre, ese mensaje no se transmitió en la cadena nacional producida por el sistema de televisión de la Presidencia de México, el Centro de Producción de Programas Informativos y Especiales (CEPROPIE). Mientras que algunos medios de comunicación y una parte del PRD aludieron censura, el gobierno federal alegó que se trataba de un error técnico, ofreció disculpas a la diputada y emitió su mensaje en una segunda cadena nacional esa misma noche. El corte del mensaje fue condenado unánimemente por el Congreso, la consecuencia inmediata de dicha omisión fue la renuncia del Director de CEPROPIE.